# Micromelalopha argentea
Micromelalopha argentea är en fjärilsart som beskrevs av Alexander Schintlmeister 1993. Micromelalopha argentea ingår i släktet Micromelalopha och familjen tandspinnare. Inga underarter finns listade i Catalogue of Life.